# Proton-K
Proton-K (rusky Протон-К) je označení základní třístupňové verze sovětské respektive ruské nosné rakety rodiny Proton, dříve používané k vynášení těžkých družic, zejména kosmických stanic a jejich modulů na nízké oběžné dráhy kolem Země. Vyvinula ji konstrukční kancelář OKB-52 (Опытное конструкторское  52, ОКБ-52), později přejmenovaná na Ústřední strojírenskou konstrukční kancelář CKBM (Centralnoje konstruktorskoje bjuro mašinostrojenija, ЦКБМ), pod vedením hlavního konstruktéra V. N. Čeloměje v rámci projektu UR-500 (universalnaja raketa, универсальная ракета УР-500) jako modifikace UR-200K. Sériovou výrobu zajišťuje Státní kosmické vědeckovýrobní středisko M. V. Chruničeva. Vojenské typové označení je 8K82K. Kódové označení používané ministerstvem obrany USA pro tento kosmický nosič je SL-13, označení používané studijní službou amerického Kongresu (Sheldonovo označení) je D-1.
Motory pro první stupeň vyvinula konstrukční kancelář OKB-456 pod vedením V. P. Gluška (nyní NPO Energomaš, НПО Энергомаш им. академика В. П. Глушко) v městě Chimki na okraji Moskvy. Motory pro druhý a třetí stupeň jsou dílem konstruktéra S. A. Kosberga z konstrukční kanceláře OKB-154 (nyní Konstrukční kancelář chemické automatizace KBChA, Конструкторское бюро химической автоматики, КБХА) ve Voroněži. Inerciální řídicí systém vyvinul v Moskvě vědecko-výzkumný ústav NII-885 (НИИ-885 Научно-исследовательский институт № 885), řízený N. A. Piljuginem. Všechny tři stupně používají skladovatelné kapalné pohonné látky, které jsou silně jedovaté. Proto se doposud nikdy nepoužila pro vynášení pilotovaných kosmických lodí, ale především pro vynášení kosmických stanic bez lidské posádky na palubě.
Nosné rakety tohoto typu jsou vypouštěny z kosmodromu Bajkonur, kde mají k dispozici celkem čtyři rampy, a to rampy č. 23 a 24 na komplexu 81 a rampy č. 39 a 40 na komplexu 200. Přípravy raket ke startu probíhají v montážní budově MIK (montažno-ispytatělnyj korpus, монтажно-испытательный корпус МИК) na komplexu 92.

## Konstrukce
První stupeň této nosné rakety je tvořen centrální válcovou nádrží na okysličovadlo o průměru 4,1 m, kolem níž je symetricky rozmístěno šest užších válcových nádrží o průměru 1,6 m, nahoře kose kuželovitě zakončených. Ke dnu každé z šesti palivových nádrží jsou připevněny výkyvně uložené jednokomorové raketové motory typu RD-253 s uzavřeným cyklem.
Druhý stupeň je válcový o průměru 4,1 m, s integrálními válcovými nádržemi: Horní nádrž s vypuklými polokulovitými dny obsahuje palivo, dolní, oddělená společnou stěnou od horní nádrže, obsahuje okysličovadlo. K jejímu vypuklému dnu jsou připojeny tři jednokomorové motory typu RD-0210 a jeden typu RD-211; ten se liší od tří ostatních tím, že jeho součásti je plynový generátor, poskytující stlačený plyn pro tlakování nádrží s pohonnými látkami. První a druhý stupeň je spojen válcovou příhradovou mezistupňovou konstrukcí z ocelových prutů, umožňující volný odvod spalných plynů při zážehu motorů druhého stupně.
Mezi druhým a třetím stupněm je válcová plná přechodová konstrukce, která současně slouží jako kryt motorového prostoru třetího stupně a na jejímž obvodu jsou výkyvně uloženy čtyři spalovací komory čtyřkomorového řídicího motoru RD-0214 třetího stupně. Hlavní motor třetího stupně, RD-0213, je nepohyblivě umístěn v podélné ose stupně. Kompletní pohonný systém tvořený těmito dvěma motory je označen jako RD-0212. Nad třetím stupněm je umístěn inerciální řídicí systém, sloužící k navedení rakety na oběžnou dráhu. Ke konstrukci řídicího bloku se připojuje tzv. hlavice užitečného zatížení, kterou tvoří aerodynamický kryt, v němž může být umístěno vlastní užitečné zatížení, případně doplněné ještě čtvrtým urychlovacím stupněm (čtyřstupňové varianty jsou popsány v samostatných heslech).

## Historie
První start třístupňové verze Proton-K z Bajkonuru se uskutečnil 18. srpna 1970 pouze po balistické dráze; při tomto startu na oběžnou dráhu nebylo plánováno vynést žádné užitečné zatížení. První orbitálním startem 2. prosince 1970 bylo vynesení prototypu vzletového stupně měsíčního modulu T2K, utajeného pod názvem družice Kosmos 382. Na velmi vysokou eliptickou dráhu kolem Země ve výšce 2464 až 5189 km se tehdy dostalo těleso o hmotnosti 10 380 kg. Při dalším startu 19. dubna 1971 se na oběžnou dráhu dostala první sovětská vesmírná stanice Saljut 1 a v dalších letech (1973 až 1982) ještě dalších šest stanic řady Saljut, kromě několika těžkých transportních modulů. V letech 1986 až 1990 byly rakety Proton-K použity k vynesení základního bloku stanice Mir a pěti dalších jeho stavebních modulů.
Posledním využitím tohoto typu nosiče bylo vypuštění dvou modulů Mezinárodní vesmírné stanice; modul Zarja byl vypuštěn 20. listopadu 1998 a modul Zvezda 12. července 2000.
Rakety Proton-K byly také používány k vypouštění těžkých družic pro dálkový průzkum Země.